# Emarèse
Emarèse é uma comuna italiana da região do Vale de Aosta com cerca de 202 habitantes. Estende-se por uma área de 10 km², tendo uma densidade populacional de 20 hab/km². Faz fronteira com Brusson, Challand-Saint-Anselme, Challand-Saint-Victor, Montjovet, Saint-Vincent.

## Demografia
| Variação demográfica do município entre 1861 e 2011                               |
|                                                                                   |
| Fonte: Istituto Nazionale di Statistica (ISTAT) - Elaboração gráfica da Wikipedia |